# Judith Exner
Judith Exner (11 de enero de 1934 - 24 de septiembre de 2001) fue una mujer estadounidense que afirmaba ser la amante del presidente estadounidense John F. Kennedy y de los líderes de la mafia Sam Giancana y John Roselli. También era conocida como Judith Campbell Exner y Judith Campbell, fue pareja del cantante Frank Sinatra.

## Primeros años
Nació como Judith Eileen Katherine Immoor en Fort Lee, Nueva Jersey; Sus padres eran Frederick Immoor, un arquitecto de ascendencia alemana, y Katherine (de soltera Shea), de ascendencia irlandesa.  Cuando era niña, su familia se mudó al área de Los Ángeles, donde ella creció en Pacific Palisades .  Después de que su madre casi muere en un accidente automovilístico, Judith se retiró de la escuela a la edad de 14 años y recibió tutoría en casa.  Su hermana mayor, Jacqueline, más tarde se convirtió en actriz y tomó el nombre profesional de Susan Morrow.

## Matrimonio y familia
En 1952, a la edad de 18 años, Judith se casó con el actor William Campbell; se divorciaron en 1958. Afirmó haber tenido una relación de 18 meses con el entonces senador John F. Kennedy, a partir de 1960, que continuó después de que este fuera elegido presidente de los Estados Unidos. Tuvo un hijo, David Bohrer, de una relación posterior. En 1975, Campbell se volvió a casar con Dan Exner, un golfista . Se separaron en 1988.

## John F. Kennedy
Según Michael O'Brien del Washington Monthly,  el 7 de febrero de 1960, Frank Sinatra y Campbell estaban en Las Vegas, donde Sinatra le presentó a John F. Kennedy, entonces senador de Massachusetts y candidato presidencial. En sus memorias de 1977, dijo que se convirtió en una de las amantes de JFK durante un período de aproximadamente dos años, visitándolo con frecuencia en la Casa Blanca después de que fue elegido presidente. Su relato estaba respaldado por registros telefónicos y otra documentación, aunque el personal y los partidarios de Kennedy atacaron su veracidad cuando publicó sus memorias.  Unos meses más tarde, en 1960, Sinatra le presentó a Campbell a "Sam Flood", que en realidad era Sam Giancana, la figura principal de la mafia de Chicago.  Ella también se involucró con él y conoció a su socio Johnny Roselli.

### Comité de la Iglesia
Exner recibió la atención de los medios nacionales cuando testificó en 1975 ante el Comité Church que investigaba los intentos de asesinato de la CIA contra Fidel Castro.  Roselli testificó ante el comité sobre la participación de la mafia en el atentado de la CIA contra la vida de Castro.  Cuando se publicó el informe del Comité Church en diciembre de 1975, decía que un "amigo cercano" del presidente Kennedy también había sido amigo cercano de los mafiosos Johnny Roselli y Sam Giancana."  La identidad de Campbell como amigo cercano era se filtró al Washington Post, que lo publicó.  William Safire en The New York Times también lo publicó.  El Comité había enviado a Exner una citación para hacerla testificar. Para entonces, casada con Dan Exner, Judith Exner llamó una conferencia de prensa ese mes y negó cualquier conocimiento de la participación de la mafia con Kennedy.

## Memorias
En 1977, Exner publicó Judith Exner: Mi historia.  En sus memorias, dijo que su relación con Kennedy era completamente personal. También dijo que Frank Sinatra luego le presentó a Sam Giancana, con quien también intimó. Dijo que Giancana nunca le pidió ninguna información relacionada con Kennedy. También dijo que Johnny Roselli era su amigo. 
Aparte de su supuesta aventura con JFK, Exner afirmó tener conocimiento de otras mujeres que tuvieron aventuras con Kennedy. Estos asuntos incluyeron uno con la periodista danesa Inga Arvad entre finales de 1941 y principios de 1942.  Exner también dijo que Kennedy llevaba prostitutas a la piscina de la Casa Blanca.  Periodistas y algunos historiadores también han alegado que Kennedy tuvo varias aventuras, citando un memorando del director del FBI, J. Edgar Hoover, como parte de la evidencia.
Exner dijo que el asistente especial del presidente Kennedy, David Powers, ayudó a organizar encuentros con el presidente Kennedy. Powers declaró más tarde que Kennedy nunca tuvo una aventura con Exner.

## Cuentas posteriores
En una entrevista de 1988 con Kitty Kelley de la revista People , Exner contó una historia muy diferente sobre Giancana y Kennedy.  Ella dijo que había mentido al Comité de la Iglesia y en sus memorias por temor a represalias de la mafia. Dijo que Kennedy le había pedido que se pusiera en contacto con Giancana y que ella ayudó a organizar una reunión entre ellos durante las elecciones presidenciales de 1960. Durante aproximadamente 18 meses en 1960-1961, "Exner afirmó que sirvió como vínculo del presidente con la mafia. Recorrió el país llevando sobres entre el presidente y Giancana, y organizó unas 10 reuniones entre los dos". Más tarde afirmó que estos mensajes se referían a planes para asesinar al presidente cubano Fidel Castro. 
En 1997, Exner aportó más detalles y cambió su historia, en entrevistas separadas con Liz Smith de Vanity Fair y Seymour Hersh. Dijo que Kennedy le contó sus planes relacionados con Cuba y la utilizó para llevar dinero a Giancana, así como para organizar numerosas reuniones entre él, Giancana y Roselli. Ella le afirmó a Smith haber interrumpido un embarazo resultante de un último encuentro en 1962 con Kennedy.  Dijo que había llevado sobornos de contratistas de defensa de California a los Kennedy, incluido Robert F. Kennedy. Un testigo de Hersh que pareció apoyar la historia de Exner de llevar dinero a Giancana luego abandonó su historia.
Tanto los críticos liberales como los conservadores han atacado estos relatos posteriores. Dependen principalmente de Exner y no están respaldados por lo que se sabe de Kennedy y su personal. Sus relatos anteriores sobre su romance con Kennedy estaban respaldados por informes del FBI, registros telefónicos del Servicio Secreto y de la Casa Blanca y documentación del personal. Ha sido descrita como una "testigo poco fiable", con un historial de inestabilidad, depresión y paranoia y, para entonces, padecía cáncer.

### Años posteriores y muerte
Exner vivía en Newport Beach y era pintor. Murió el 24 de septiembre de 1999, en Duarte, California, a causa de un cáncer de mama. 

## En la cultura popular
Las memorias de Exner fueron adaptadas como una película para televisión, Power and Beauty (2002), dirigida por Susan Seidelman, en la que fue interpretada por Natasha Henstridge. Se añadió material de relatos publicados después de sus memorias de 1977.
En el episodio de la Serie 7 de Red Dwarf " Tikka to Ride ", se alude a Exner cuando, en una línea de tiempo alternativa, se descubre que ella había sido la amante de Kennedy y Giancana, lo que provocó que Kennedy fuera acusado.
Judy Campbell fue interpretada en la película de HBO de 1998 The Rat Pack de Michelle Grace. En el episodio de 2004 " In Camelot " de la serie de televisión Los Soprano , el personaje de Fran Felstein está basado en Judith Exner. Campbell fue interpretada por Megan Vincent en la serie de televisión de 2011 The Kennedys . En 2016 apareció como personaje del tercer episodio de la primera temporada de la serie de televisión Timeless, interpretada por Elena Satine.